# Тшебіцько-Дольне
Тшебіцько-Дольне (пол. Trzebicko Dolne) — село в Польщі, у гміні Цешкув Мілицького повіту Нижньосілезького воєводства.
Населення — 6 осіб (2011).
У 1975-1998 роках село належало до Вроцлавського воєводства.

## Демографія
Демографічна структура станом на 31 березня 2011 року:
|          | Загалом | Допрацездатний вік | Працездатний вік | Постпрацездатний вік |
| -------- | ------- | ------------------ | ---------------- | -------------------- |
| Чоловіки | 5       | 1                  | 4                | 0                    |
| Жінки    | 1       | 0                  | 1                | 0                    |
| Разом    | 6       | 1                  | 5                | 0                    |